# Mix FM Belém
A Mix FM Belém é uma emissora de rádio brasileira sediada em Belém, capital do estado do Pará. Opera no dial FM, na frequência 100.9 MHz, e é afiliada à Mix FM. Pertencente ao Sistema Marajoara de Comunicação, do empresário Carlos Santos, a emissora está no ar desde 2011, sendo que suas atividades no dial começaram em 31 de dezembro de 1988, quando se chamava Rádio Jovem 100. Seus estúdios localizam-se no bairro da Campina, e seu transmissor fica no Prédio Manoel Pinto da Silva.

## História
O comunicador e empresário Carlos Santos, que já era proprietário da Super Marajoara, iniciou suas atividades no FM com a estreia da Rádio Jovem 100, focada no público jovem/pop. Seu auge inicial foi na década de 1990, quando apresentava em sua programação o Hot Mix, programa de dance music apresentado por Carlos Alberto Silva. Posteriormente, mudou seu estilo musical e passou a focar na música brega/popular, sendo renomeada Marajoara FM. Em 1999, passou a repetir a programação da Rede SomZoom Sat.
Em 2006, a Rede SomZoom Sat deixou a programação da Marajoara FM, e a emissora continuou com programação popular, sendo renomeada para 100 FM (ou Rádio Marajoara FM). Em seus últimos meses no ar, a emissora já possuía formato eclético. Em novembro de 2011, foi anunciada a estreia da Mix FM na frequência, marcando o retorno do projeto jovem. A estreia oficial ocorreu em 9 de dezembro de 2011.
Em maio de 2016, a emissora se envolveu em uma série de polêmicas. O radialista Nonato Pereira, apresentador do Mix Atualidades, esteve foragido da justiça após ser condenado por injúria, difamação e calúnia. O radialista acusava um empresário de participar de fraude em licitações em vários municípios do estado do Pará. Tais irregularidades jamais foram comprovadas.
Nonato era conhecido por fazer denúncias e acusações de corrupção em seu programa na Mix FM Belém.
Ainda em maio de 2016, foi deflagrada a Operação Lessons, que revelou um esquema no qual o radialista era peça fundamental. Nonato Pereira usava a rádio para extorquir prefeitos que não concordavam em participar dos esquemas da quadrilha, uma vez que a rádio tinha ampla audiência, além de alcance no interior do Pará.
No esquema, a quadrilha vendia kits de ensino da língua inglesa contendo três livros e três DVDs pelo custo de R$ 1.800,00. Na ocasião, foram apreendidos R$ 76 mil na casa de Nonato Pereira, além de uma porção de maconha.
O advogado de Nonato Pereira chegou a afirmar que o radialista não se entregaria. No mês seguinte, mesmo foragido, a justiça revogou a prisão de Nonato Pereira e outros dois envolvidos. No dia seguinte, Nonato Pereira retomou suas atividades normais na rádio, alegando que saiu de férias.
Durante sua ausência, o programa que ele apresentava, o Mix Atualidades, foi substituído pela programação normal da Mix FM. Posteriormente, o mesmo programa migrou para a Super Marajoara, ficando a FM com a programação da Mix FM.